# Іванишин Юрій Ярославович
Юрій Ярославович Іванишин (нар. 12 жовтня 1985) — український футболіст, півзахисник.

## Життєпис
Вихованець ДЮСШ-3 (Івано-Франківськ) та «Юніора» (Лисець). Футбольну кар'єру розпочав у 2004 році в аматорському клубі «Тепловик» (Івано-Франківськ). Наступного року ця команда заявилася для участі в професіональних футбольних змаганнях під назвою «Факел». Дебютував на професіональному рівні 1 квітня 2005 року в переможному (3:1) домашньому поєдинку 17-о туру групи А Другої ліги проти київської «Оболоні-2». Юрій вийшов на поле на 52-й хвилині, замінивши Тараса Мельничука. Дебютним голом у футболці «Факела» відзначився 19 квітня 2006 року на 8-й хвилині переможного (2:1) виїзного поєдинку 20-о туру групи А Другої ліги проти «Княжа» (Щасливе). Іванишин вийшов на поле в стартовому складі, а на 68-й хвилині його замінив Володимир Крижанівський. Разом з командою двічі ставав срібним призером групи А Другої ліги чемпіонату України. У «Прикарпатті» виступав сім з половиною сезонів, за цей час у Другій та Першій лігах чемпіонату України зіграв 194 матчі та відзначився 5-а голами, ще 7 матчів зіграв у кубку України.
Під час зимової перерви сезону 2011/12 років відправився на перегляд до бурштинського «Енергетика», а згодом підписав контракт з клубом. Дебютував за нову команду 24 березня 2012 року в програному (1:5) домашньому поєдинку 22-о туру Першої ліги проти «Севастополя». Іванишин вийшов на поле в стартовому складі та відіграв увесь матч. До завершення сезону у складі «Енергетика» зіграв 10 матчів у Першій лізі.
У 2012 році завершив професіональну кар'єру. Того ж року виступав за «Газовик» (Богородчани). Наступного року опинився в «Нафтовику» (Долина). У 2014 році виступав за ФК «Перегінське». З 2015 по 2017 рік виступав у чемпіонаті Івано-Франківської області та аматорському чемпіонаті України за «Оскар» (Підгір'я). Сезон 2017/18 років провів у ФК «Галич». 